# Цкітішвілі Енвер Омарович
Енве́р Ома́рович Цкітішві́лі (нар. 15 листопада 1961, місто Алчевськ, Луганська область) — український політик. Колишній народний депутат України.

## Освіта
Комунарський гірничо-металургійний інститут (1991), інженер-металург. Кандидат технічних наук.

## Кар'єра
- 1976 — 1980 — учень Комунарського індустріального технікуму. Слюсар з ремонту металургійного обладнання сортопрокатного цеху Комунарського металургійного заводу.
- 1980 — 1982 — служба в армії.
- З 1983 — нагрівальник металу, вогнерізальник, обробник поверхневих дефектів металу, старший виробничий майстер стану обтискного цеху, начальник обтискного цеху, в.о. заступник генерального директора з комерційних питань, в.о. голови правління — генерального директора, з грудня 1999 — генеральний директор, голова правління Алчевського металургійного комбінату.
- З 2011 — генеральний директор ПАТ «МК «АЗОВСТАЛЬ»[2]

Довірена особа кандидата на пост Президента України Віктора Януковича в ТВО № 107 (2004 — 2005). 

## Парламентська діяльність
Народний депутат України 4-го скликання з 14 травня 2002 до 25 травня 2006 від виборчого округу № 106 Луганської області, висунутий виборчим блоком політичних партій «За єдину Україну!». «За» 40.35%, 8 суперників. На час виборів: голова правління — генеральний директор ВАТ «Алчевський металургійний комбінат», безпартійний. Член фракції «Єдина Україна» (травень — липень 2002), член групи «Народний вибір» (липень 2002 — травень 2004), член групи «Союз» (травень 2004 — травень 2005), член фракції Блоку Юлії Тимошенко (травень — вересень 2005). Член Комітету з питань промислової політики та підприємництва (з червня 2002).
Березень 2006 — кандидати в народні депутати України від ПП «Партія екологічного порятунку «ЕКО+25%», № 12 в списку. На час виборів: народний депутат України, безпартійний.